# Economia dei trasporti

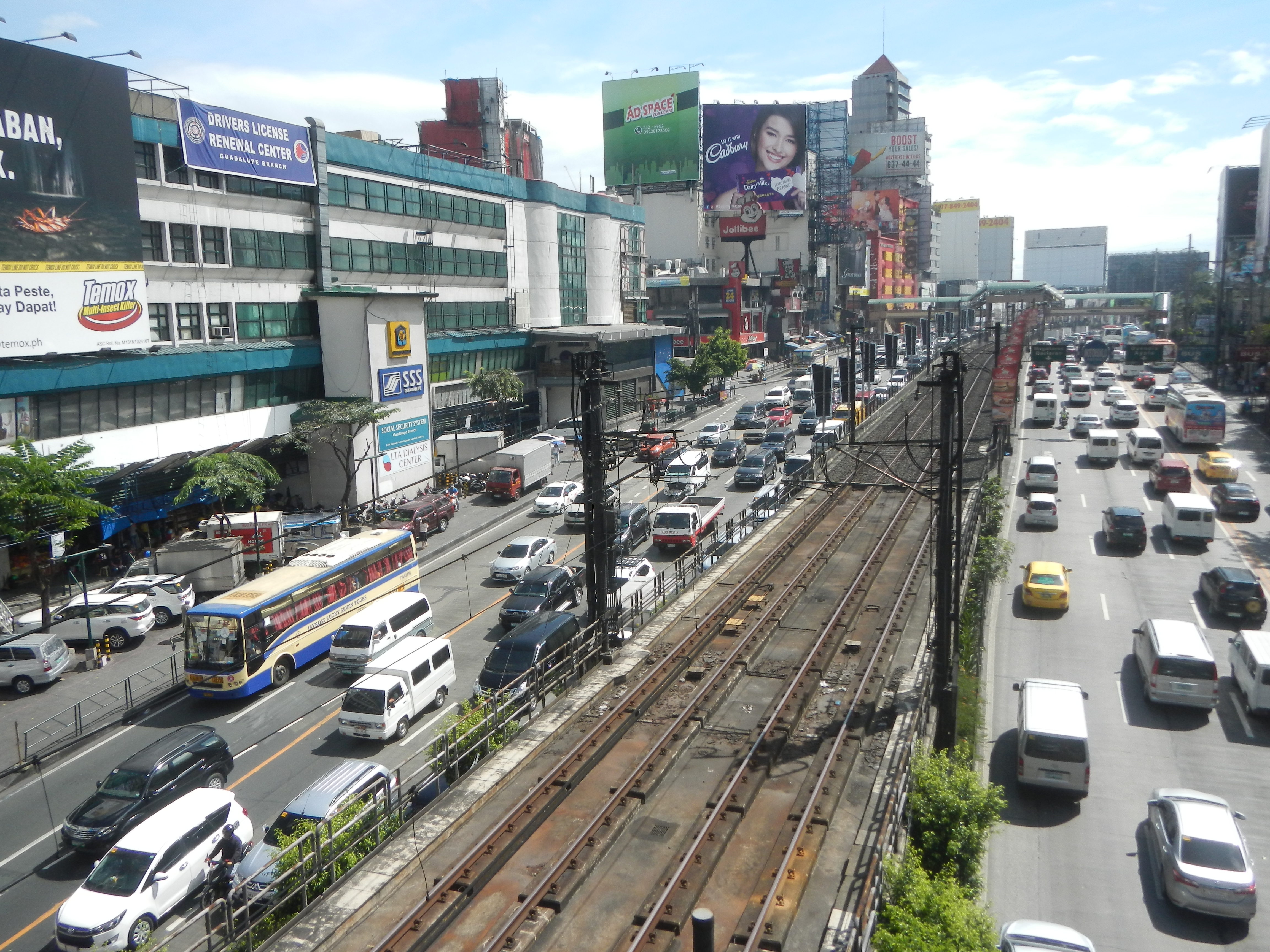
Questa immagine illustra una varietà di sistemi di trasporto: trasporto pubblico; strada per uso di veicoli privati e trasporto ferroviario

L'Economia dei trasporti è una branca dell'economia fondata nel 1959 dall'economista americano John R. Meyer, che si occupa dell'allocazione delle risorse all'interno del settore dei trasporti. Ha forti collegamenti con l'ingegneria civile. L'economia dei trasporti si differenzia da altre branche dell'economia per il fatto che l'ipotesi di un'economia senza spazio e istantanea non è valida in questa. Le persone e le merci circolano sulle reti a una certa velocità. L'acquisto anticipato dei biglietti è spesso indotto da tariffe più basse. Le reti stesse possono essere competitive o meno. Un singolo viaggio (il bene finale, visto dal consumatore) può richiedere un insieme di servizi forniti da più aziende, agenzie e modalità.
Sebbene i sistemi di trasporto seguano la stessa teoria della domanda e dell'offerta di altri settori, le complicazioni delle economie di rete e le scelte tra beni diversi (ad esempio, viaggi in auto e in autobus) rendono difficile stimare la domanda di servizi di trasporto. Lo sviluppo di modelli per stimare le probabili scelte tra i beni coinvolti nelle decisioni di trasporto (modelli di scelta discreta) ha portato allo sviluppo di un'importante branca dell'econometria, nonché al premio Nobel per Daniel McFadden.
Nei trasporti, la domanda può essere misurata in base al numero di viaggi effettuati o alla distanza totale percorsa in tutti i viaggi (ad esempio passeggeri-chilometri per il trasporto pubblico o veicoli-chilometri di viaggio (VKT) per il trasporto privato). L'offerta è considerata una misura della capacità. Il prezzo del bene (viaggio) viene misurato utilizzando il costo generalizzato del viaggio, che include sia la spesa in denaro, che quella in termini di tempo.
L'effetto degli aumenti dell'offerta (cioè della capacità) è di particolare interesse nell'economia dei trasporti (domanda indotta), poiché le potenziali conseguenze ambientali sono significative (vedere esternalità di seguito).

## Esternalità
Oltre a offrire vantaggi ai loro utenti, le reti di trasporto predispongono esternalità sia positive che negative per coloro che non sono utenti. La considerazione di queste esternalità, in particolare quelle negative, fa parte dell’economia dei trasporti.
Le esternalità positive delle reti di trasporto possono includere la capacità di fornire servizi di emergenza, l'aumento del valore dei terreni e i benefici delle economie di agglomerazione. Le esternalità negative sono di vasta portata e possono comprendere l'inquinamento atmosferico locale, l'inquinamento acustico, l'inquinamento luminoso, rischi per la sicurezza, l'isolamento della comunità e la congestione del traffico. Il contributo dei sistemi di trasporto ai cambiamenti climatici potenzialmente pericolosi è un'esternalità negativa significativa, difficile da valutare quantitativamente, il che rende difficile (ma non impossibile) includerla nella ricerca e nelle analisi basate sull'economia dei trasporti.
La congestione è considerata dagli economisti un'esternalità negativa. Un'esternalità si verifica quando una transazione causa costi o benefici a terzi, spesso (ma non necessariamente) derivanti dall'uso di un bene pubblico (ad esempio, l'industria manifatturiera o i trasporti causano inquinamento atmosferico, imponendo costi ad altri quando utilizzano l'aria pubblica).

### Congestione del traffico

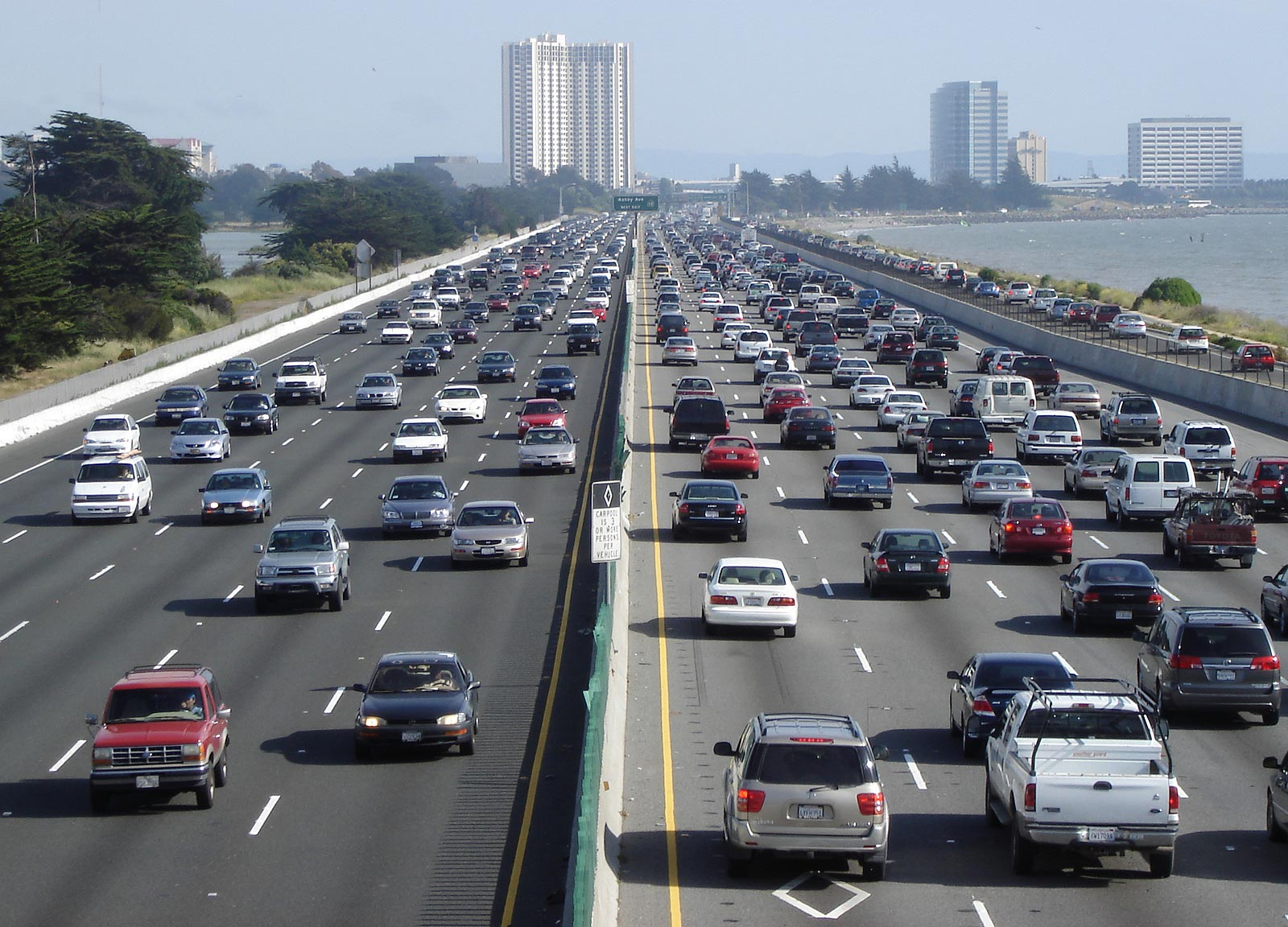
Tipica congestione del traffico in un'autostrada urbana (la I-80 Eastshore Freeway a Berkeley, California)

La congestione del traffico è un'esternalità negativa causata da vari fattori. Uno studio americano del 2005 ha affermato che ci sono sette cause principali di congestione e esso fornisce il seguente riepilogo delle cause: colli di bottiglia (40%), incidenti stradali (25%), maltempo (15%), zone di lavori in corso (10%), scarsa sincronizzazione temporale con la segnaletica (5%) ed eventi speciali/altro (5%). All'interno della comunità degli economisti dei trasporti, la tariffazione della congestione è considerato un meccanismo appropriato per affrontare questo problema (vale a dire per internalizzare l'esternalità) allocando scarsa capacità su strada agli utenti. Anche l'incremento della capacità è un potenziale meccanismo per affrontare la congestione del traffico, ma spesso non è desiderabile (soprattutto nelle aree urbane) e talvolta presenta benefici discutibili (vedere domanda indotta). William Vickrey, vincitore del premio Nobel nel 1996 per il suo lavoro sull'azzardo morale, è considerato uno dei padri della tariffazione della congestione, poiché la propose per la prima volta per la metropolitana di New York nel 1952. Nel campo del trasporto su strada queste teorie furono estese da Maurice Allais, un altro premio Nobel "per i suoi contributi pionieristici alla teoria dei mercati e all'utilizzo efficiente delle risorse", Gabriel Roth che ebbe un ruolo determinante nei primi progetti e su raccomandazione della Banca Mondiale fu messo in atto il primo sistema a Singapore. Reuben Smeed, vicedirettore del Transport and Road Research Laboratory, fu anch'egli un pioniere in questo campo e le sue idee furono presentate al governo britannico in quello che è noto come Rapporto Smeed.
La congestione non si limita alle reti stradali: l'esternalità negativa imposta dalla congestione è importante anche nelle reti di trasporto pubblico trafficate e nelle aree pedonali affollate, ad esempio nella metropolitana di Londra nei giorni feriali o in qualsiasi stazione ferroviaria urbana, nelle ore di punta. Si ha il classico eccesso di domanda rispetto all'offerta. Questo perché nelle ore di punta c'è una forte richiesta di treni, poiché le persone vogliono tornare a casa (vale a dire una domanda derivata). Tuttavia, lo spazio sulle banchine e sui treni è limitato e ridotto rispetto alla domanda. Di conseguenza, ci sono folle di persone fuori dalle porte dei treni e nei corridoi della stazione ferroviaria. Ciò aumenta i ritardi per i pendolari, il che può spesso causare un aumento dello stress o altri problemi.

#### Tassa di congestione

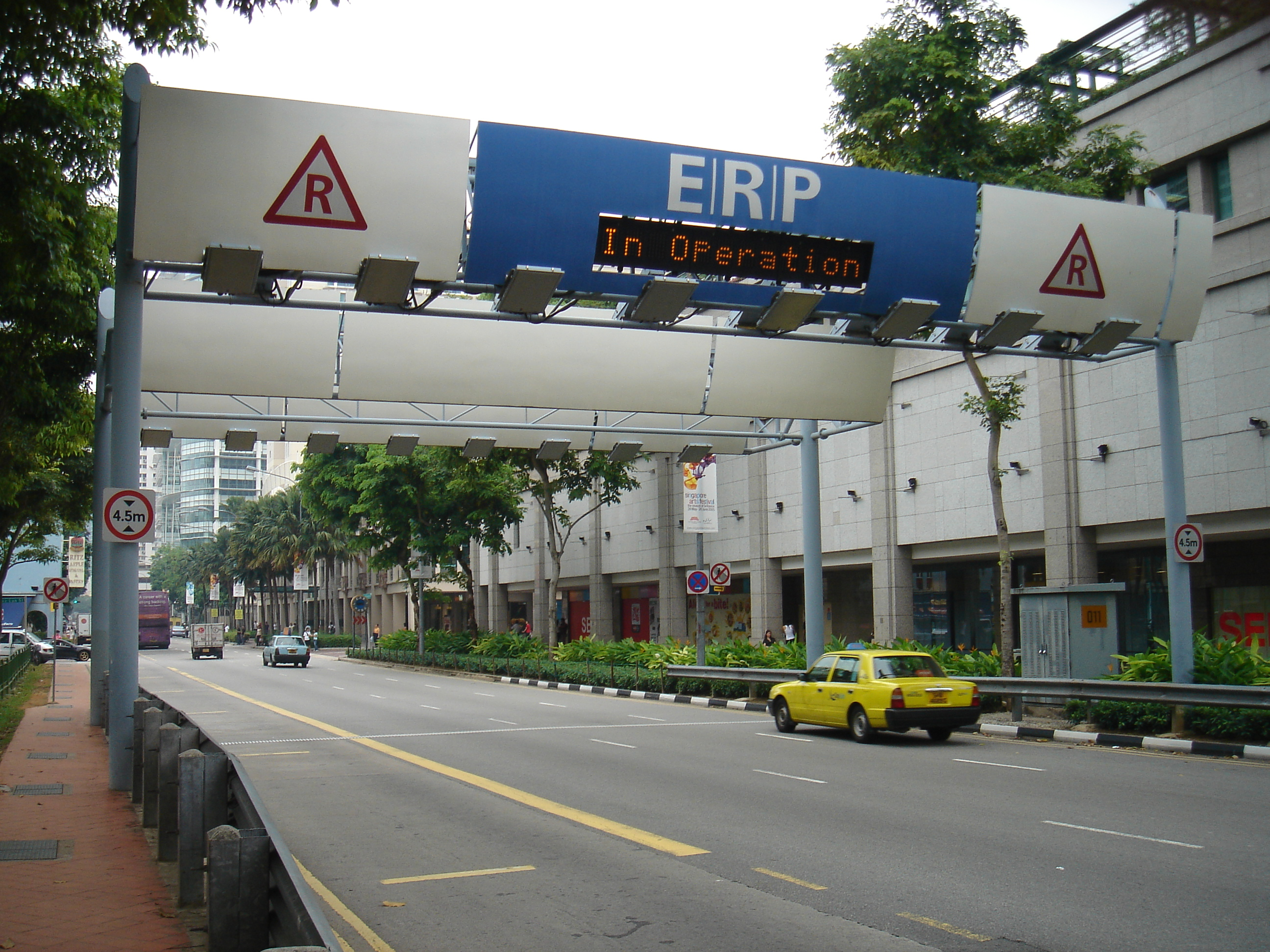
Servizio di tariffazione stradale elettronica su North Bridge Road, Singapore

La tassa di congestione è una strategia di prezzo efficiente che impone agli utenti di pagare di più per quel bene pubblico, aumentando così il guadagno di benessere o il beneficio netto per la società. Dare un prezzo alla congestione è una delle numerose strategie alternative dal lato della domanda (in contrapposizione a quelle alternative dal lato dell’offerta) offerte dagli economisti per affrontare la congestione. Il pedaggio di congestione è stato introdotto per la prima volta a Singapore nel 1975, insieme a un pacchetto di misure di pedaggio stradale, rigide regole sulla proprietà delle automobili e miglioramenti nel trasporto pubblico. Grazie ai progressi tecnologici nella riscossione elettronica del pedaggio, Singapore ha aggiornato il suo sistema nel 1998. Sistemi di tariffazione simili sono stati implementati a Roma nel 2001, come aggiornamento del sistema di controllo manuale delle zone implementato nel 1998; a Londra nel 2003 ed estesi nel 2007 (vedere Tassa di congestione di Londra); a Stoccolma nel 2006, per una prova di sette mesi, e poi in modo permanente dall'agosto 2007. (vedi Tassa di congestione di Stoccolma).

### Prezzo dell'inquinamento

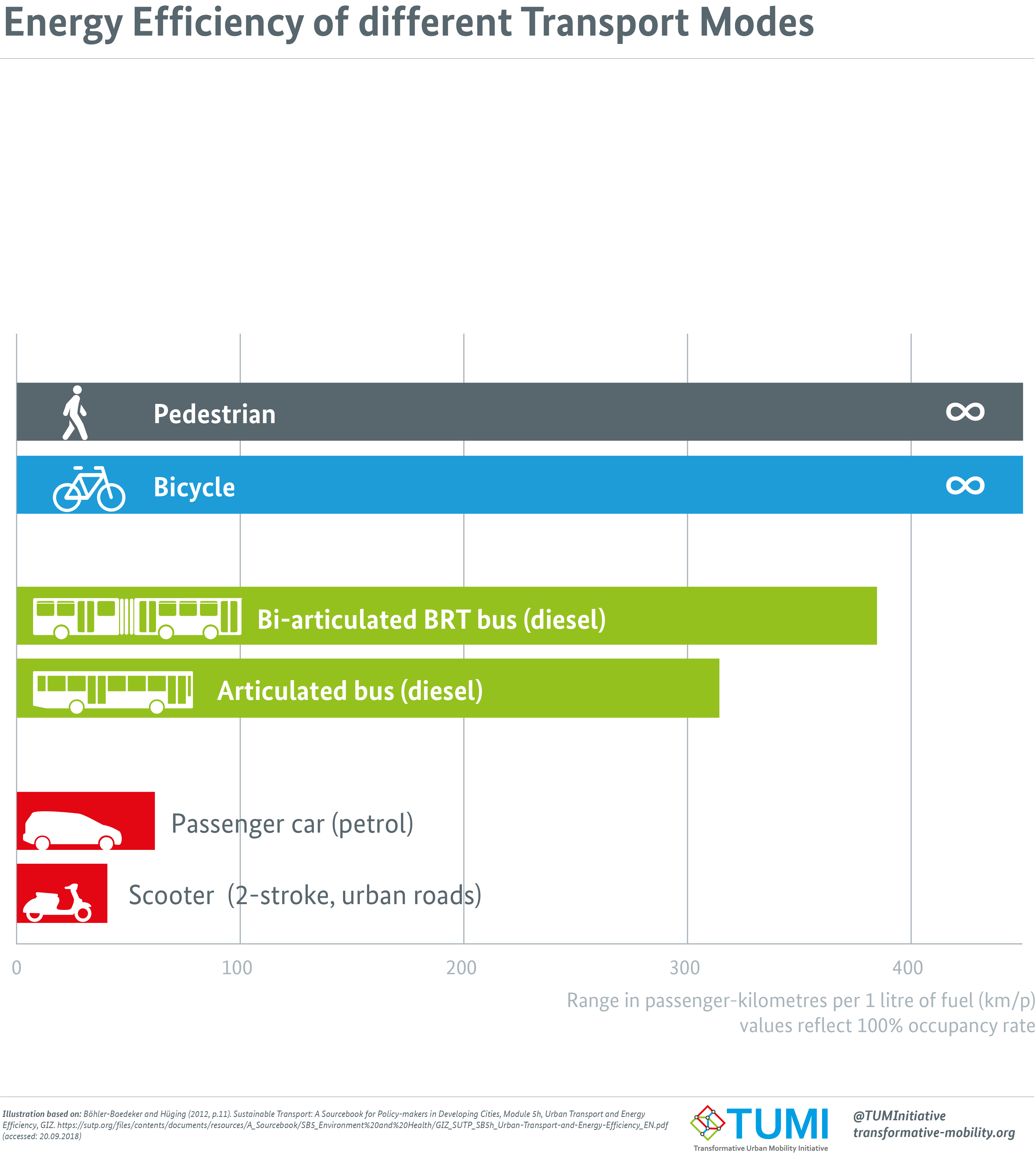
Efficienza energetica delle diverse modalità di trasporto

Dal 2008 al 2011, Milano ha avuto un sistema di tariffazione del traffico, Ecopass, che esentava i veicoli con standard di emissione più elevati (Euro 4) e altri veicoli a carburante alternativo Questo è stato successivamente sostituito da un sistema di tariffazione della congestione più convenzionale, denominato Area C.
Anche gli economisti dei trasporti che sostengono la tariffazione della congestione hanno previsto diverse limitazioni pratiche, preoccupazioni e controversie riguardo all'effettiva attuazione di questa politica. Come sintetizzato dal noto pianificatore regionale Robert Cervero in The Transit Metropolis (1998): "La vera tariffazione di un vero costo sociale dei viaggi metropolitani si è rivelato una teoria ideale che finora è sfuggita all'implementazione nel mondo reale. L'ostacolo principale è che, a parte i professori di economia dei trasporti e una schiera di ambientalisti accaniti, poche persone sono a favore di prezzi considerevolmente più elevati per gli spostamenti nelle ore di punta. Gli automobilisti della classe media spesso si lamentano di pagare già troppe imposte, tra accise sulla benzina e tasse di immatricolazione per guidare le loro auto, e che pagare di più durante i periodi di congestione aggiungerebbe una beffa al danno. Negli Stati Uniti, pochi politici sono disposti a sostenere la causa del pedaggio di congestione per paura di rappresaglie da parte dei loro elettori. I critici sostengono anche che far pagare di più per guidare è una politica elitaria, I critici sostengono inoltre che far pagare di più per guidare è una politica elitaria, che toglie le strade ai poveri per permettere ai ricchi di circolare senza ostacoli. È per tutti questi motivi che la tariffazione nei periodi di punta rimane un sogno irrealizzabile per i pensieri di molti."

#### Razionamento della circolazione stradale

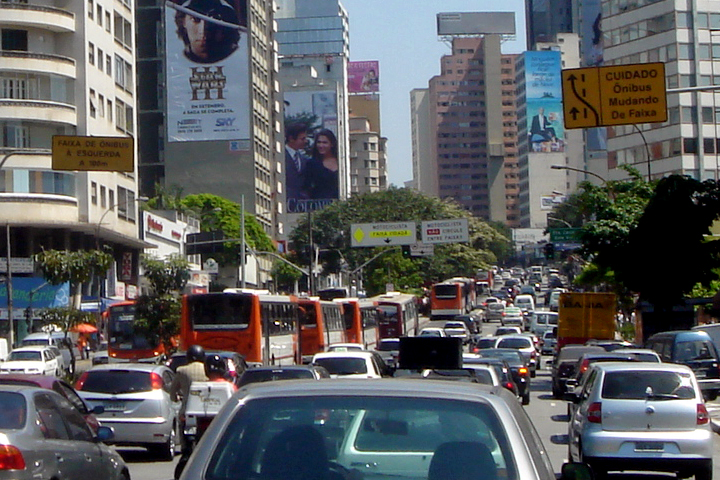
A San Paolo, in Brasile, persiste la congestione stradale, nonostante i giorni di non-circolazione, basati sui numeri identificativi delle patenti

Gli economisti dei trasporti ritengono che il razionamento della circolazione sia un'alternativa al pedaggio sulla congestione, ma il razionamento è ritenuto più equo, poiché le restrizioni costringono tutti gli automobilisti a ridurre gli spostamenti in auto, mentre il pedaggio sulla congestione limita meno coloro che possono permettersi di pagare il pedaggio sulla congestione. Tuttavia, gli utenti ad alto reddito possono evitare le restrizioni possedendo una seconda auto. Inoltre, la tariffazione della congestione (a differenza del razionamento) agisce "per assegnare una risorsa scarsa al suo utilizzo più prezioso, come dimostrato dalla disponibilità degli utenti a pagare per la risorsa". Mentre alcuni "oppositori del pedaggio di congestione temono che le strade a pedaggio saranno utilizzate solo da persone con redditi elevati. Ma le prove preliminari suggeriscono che le nuove corsie a pedaggio in California sono utilizzate da persone di tutte le fasce di reddito. La capacità di arrivare da qualche parte velocemente e in modo affidabile è apprezzata in una varietà di circostanze. Non tutti avranno bisogno o vorranno sostenere un pedaggio su base giornaliera, ma in occasioni in cui è necessario arrivare da qualche parte velocemente, l'opzione di pagare per risparmiare tempo è preziosa per le persone di tutti i livelli di reddito". Il razionamento dello spazio stradale basato sui numeri di licenza è stato implementato in città come Atene (1982), Città del Messico (1989), San Paolo (1997), Santiago del Cile, Bogotà, Colombia, La Paz (2003), Bolivia e San José (2005),Costa Rica.

#### Crediti di mobilità scambiabili
Una politica più accettabile sulle restrizioni ai viaggi in automobile, proposta dagli economisti dei trasporti per evitare disuguaglianze e problemi di allocazione dei ricavi, è quella di attuare un razionamento dei viaggi nei periodi di punta, ma attraverso una tariffazione della congestione basata sul credito e neutrale rispetto alle entrate. Questo concetto è simile all'attuale sistema di scambio di crediti di carbonio, proposto dal Protocollo di Kyoto per ridurre emissioni di gas serra. I residenti delle aree metropolitane o delle città, oppure i contribuenti, hanno la possibilità di utilizzare per sé i diritti di mobilità o i crediti di congestione emessi dal governo locale, oppure di scambiarli o venderli a chiunque sia disposto a continuare a viaggiare in automobile oltre la quota personale. Questo sistema di scambio consente di ottenere benefici diretti da parte degli utenti che passeranno al trasporto pubblico o da coloro che ridurranno i loro spostamenti nelle ore di punta, anziché dal governo.

## Fondi e finanziamenti

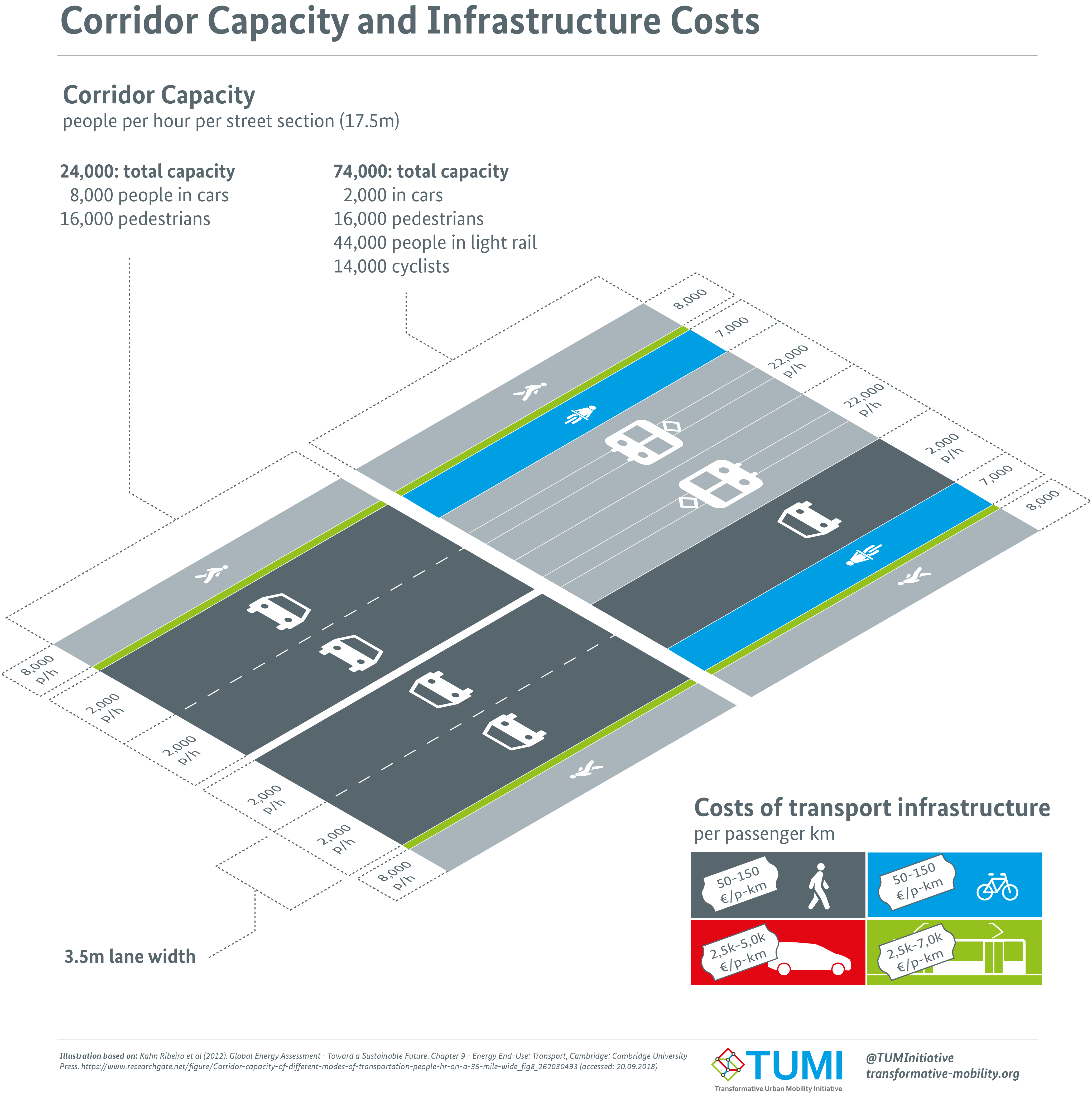
Capacità del percorso e costi dell'infrastruttura

I metodi di finanziamento e di manutenzione, miglioramento ed espansione della rete di trasporto sono ampiamente dibattuti e fanno parte del campo dell'economia dei trasporti.
Le questioni relative al finanziamento riguardano le modalità con cui vengono reperiti i fondi per la fornitura di capacità di trasporto. Le tasse sono i principali metodi di raccolta dei fondi. La tassazione può essere generale (ad esempio l'imposta sul reddito), locale (ad esempio l'imposta sulle vendite o l'imposta sul valore fondiario) o variabile (imposte sul valore aggiunto) e le tariffe d'uso possono essere pedaggi, tariffe di congestione o somme da pagare. Il metodo di finanziamento è spesso oggetto di un acceso dibattito politico e pubblico.
Le questioni finanziarie riguardano il modo in cui questi fondi vengono utilizzati per pagare la fornitura dei trasporti. Prestiti, obbligazioni, partenariati pubblico-privato e concessioni sono tutti metodi di finanziamento degli investimenti nei trasporti.

## Regolamentazione e concorrenza
La regolamentazione dell'offerta di trasporto riguarda sia la regolamentazione della sicurezza, sia la parte economica. L'economia dei trasporti studia le problematiche della regolamentazione economica dell'offerta di trasporto, in particolare in relazione al fatto che i servizi e le reti di trasporto siano forniti dal settore pubblico, dal settore privato o da una combinazione dei due.
Le reti e i servizi di trasporto possono assumere una qualsiasi combinazione di fornitura regolamentata/deregolamentata e pubblica/privata. Ad esempio, i servizi di autobus nel Regno Unito, al di fuori di Londra, sono forniti sia dal settore pubblico che da quello privato in un contesto economico deregolamentato (in cui nessuno specifica quali servizi devono essere forniti, quindi la fornitura dei servizi è influenzata solo dal mercato), mentre i servizi di autobus all'interno della città di Londra sono forniti dal settore privato in un contesto economico regolamentato (in cui il settore pubblico specifica i servizi da fornire e il settore privato compete per fornire tali servizi, ovvero tramite franchising).
La regolamentazione del trasporto pubblico è spesso designata per raggiungere una certa equità dal punto di vista sociale, geografico e temporale, poiché altrimenti i soggetti del mercato potrebbero limitare i servizi agli orari di percorrenza più gettonati lungo i percorsi più densamente popolati. Le tasse nazionali, regionali o comunali vengono spesso utilizzate per fornire una rete socialmente accettabile (ad esempio estendendo gli orari durante il giorno, il fine settimana, i giorni festivi o la sera e intensificando la rete di percorsi oltre quanto probabilmente garantirebbe un mercato scarsamente regolamentato).
Il franchising può essere utilizzato per creare un'offerta di trasporto che bilanci il risultato dell'offerta di libero mercato e il risultato dell'offerta più desiderabile dal punto di vista sociale.

## Valutazione e stima del progetto

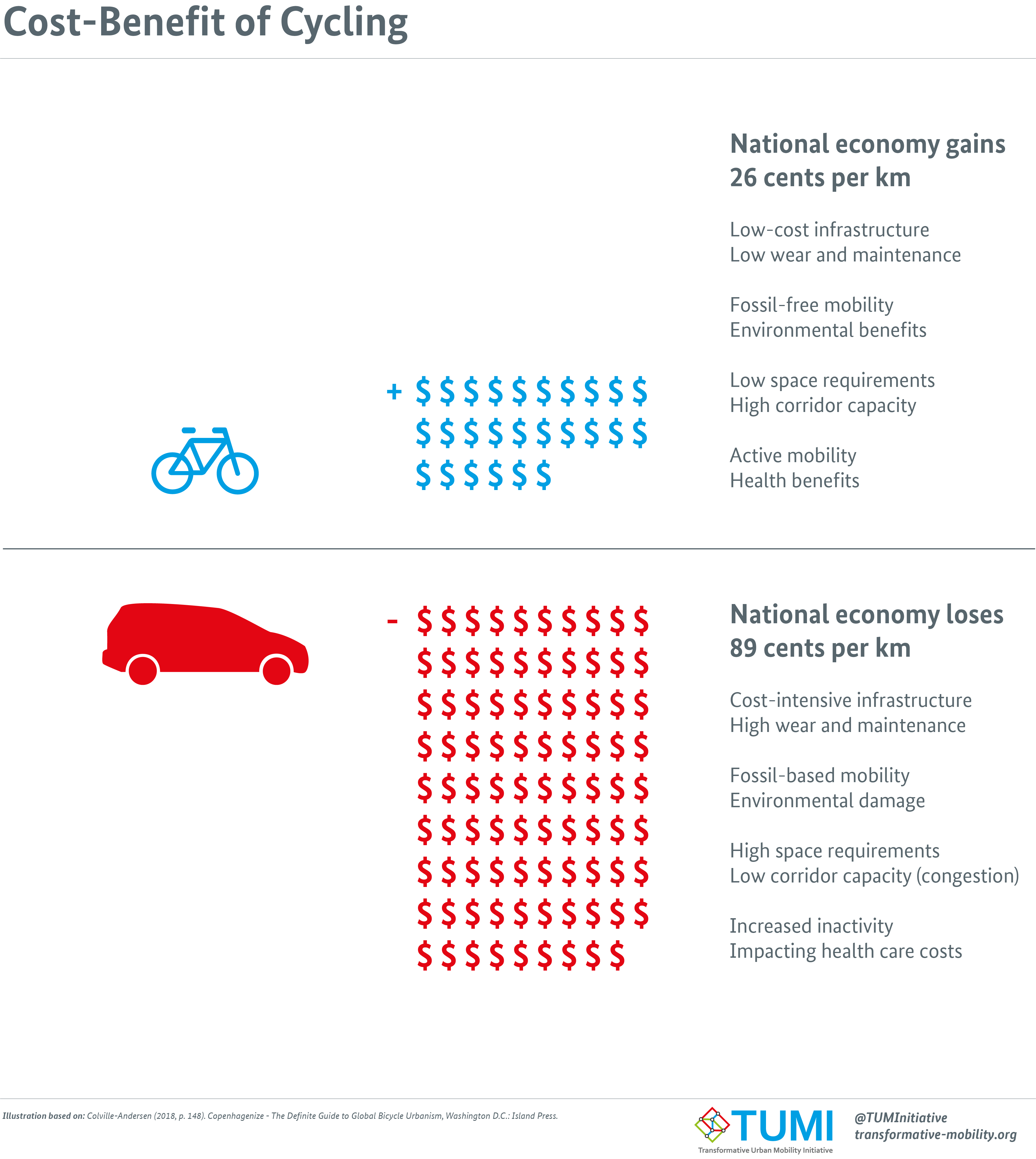

Nel settore dei trasporti sono stati sviluppati e applicati i metodi più sofisticati di valutazione dei progetti. I termini "stima" (appraisal) e "valutazione" (evaluation) vengono spesso confusi quando si parla di valutazione dei progetti. La stima si riferisce alla verifica ex ante (prima dell'evento) e la valutazione si riferisce alla verifica ex post (dopo l'evento).

### Stima
La stima dei cambiamenti nella rete di trasporto è una delle applicazioni più importanti dell'economia dei trasporti. Per valutare se un determinato progetto di trasporto debba essere realizzato, è possibile utilizzare l'economia dei trasporti per confrontare i costi del progetto con i suoi benefici (sia sociali che finanziari). Tale valutazione è nota come analisi costi-benefici e solitamente rappresenta un'informazione fondamentale per i decisori, poiché assegna un valore ai benefici netti (e agli svantaggi) dei programmi e genera un rapporto tra benefici e costi che può essere utilizzato per stabilire le priorità dei progetti quando i finanziamenti sono limitati.
Una delle principali difficoltà nella stima di un progetto è la valutazione del tempo. Il risparmio di tempo negli spostamenti viene spesso citato come uno dei principali vantaggi dei progetti di trasporto, ma le persone che svolgono professioni diverse, attività diverse e appartengono a classi sociali diverse attribuiscono al tempo un valore diverso.
Negli ultimi anni, la stima dei progetti sulla base delle presunte riduzioni dei tempi di percorrenza è stata messa sotto esame, poiché si è riconosciuto che i miglioramenti della capacità generano viaggi che altrimenti non sarebbero stati effettuati (domanda indotta), erodendo in parte i benefici della riduzione dei tempi di percorrenza. Pertanto, un metodo di valutazione alternativo consiste nel misurare le variazioni del valore del terreno e i benefici per i consumatori derivanti da un progetto di trasporto, anziché misurare i benefici che derivano ai viaggiatori stessi. Tuttavia, questo metodo di analisi è molto più difficile da implementare.
Un altro problema è che molti progetti di trasporto hanno impatti che non possono essere espressi in termini monetari, come ad esempio l'impatto sulla qualità dell'aria locale, sulla biodiversità e sulla separazione delle comunità. Sebbene questi impatti possano essere inclusi in una valutazione di impatto ambientale, una questione fondamentale è stata come presentare queste valutazioni insieme alle stime di quei costi e benefici che possono essere espressi in termini monetari. I recenti sviluppi nelle pratiche di valutazione dei trasporti in alcuni paesi europei hanno visto l'applicazione di strumenti di supporto alle decisioni basati sull'analisi delle decisioni multicriteriali. Si basano su tecniche esistenti di analisi costi-benefici e di valutazione dell'impatto ambientale e aiutano i decisori a soppesare gli impatti monetari e non monetari dei progetti di trasporto.

### Valutazione
La valutazione dei progetti consente ai decisori di comprendere se i benefici e i costi stimati nella perizia si sono concretizzati. Per una valutazione di successo del progetto è necessario che i dati necessari per effettuare la valutazione siano specificati prima di procedere alla stessa.
La valutazione e la stima dei progetti costituiscono fasi di un ciclo di elaborazione delle politiche più ampio che comprende:
- identificare una motivazione per un progetto
- specificare gli obiettivi
- valutazione
- monitoraggio dell'implementazione del progetto
- valutazione del progetto
- feedback per avere informazioni per progetti futuri

## Effetti sociali sulla povertà
Negli Stati Uniti, le persone con un reddito basso che vivono in città affrontano un problema chiamato "trasporto di povertà". Il problema sorge perché molti dei lavori entry-level ricercati da chi ha un basso livello di istruzione si trovano in genere nelle aree suburbane. Inoltre, questi lavori non sono facilmente accessibili con i trasporti pubblici, perché spesso questi ultimi sono stati concepiti per spostare le persone all'interno delle città, il che diventa un problema quando i lavori non si trovano più nelle città. Chi non può permettersi un'auto è inevitabilmente quello che ne risente di più, perché non ha altra scelta che affidarsi ai trasporti pubblici. Il problema è illustrato da una stima secondo cui il 70% dei lavori entry-level si trovano in periferia, mentre solo il 32% di questi lavori si trova entro un quarto di miglio dai trasporti pubblici.
Poiché i sistemi di trasporto sono in uso, ma non soddisfano adeguatamente le esigenze di chi ne fa affidamento, tendono a generare bassi ricavi. E con entrate o finanziamenti minimi, i sistemi di trasporto sono costretti a ridurre i servizi e ad aumentare le tariffe, il che fa sì che le persone in povertà si trovino ad affrontare maggiori disuguaglianze. Inoltre, coloro che vivono in città prive di trasporti pubblici sono ulteriormente esclusi dall'istruzione e dal lavoro. Nei luoghi in cui non ci sono trasporti pubblici, l'auto è l'unica opzione praticabile e ciò crea uno sforzo inutile sulle strade e sull'ambiente.
Poiché l'uso dell'automobile tende a essere maggiore rispetto all'uso dei trasporti pubblici, sta diventando normale per le persone impegnarsi per possedere un'auto. La proprietà di automobili private ha comportato un'ingente allocazione di risorse per la manutenzione di strade e ponti. Ma la mancanza di finanziamenti per il trasporto pubblico impedisce a chiunque ne abbia bisogno di accedervi. E coloro che possono scegliere tra trasporto pubblico e trasporto privato opteranno per il trasporto privato piuttosto che affrontare gli inconvenienti del trasporto pubblico. La mancanza di clienti disposti ad utilizzare i trasporti pubblici crea un circolo vizioso che alla fine non porta mai i sistemi di trasporto a compiere progressi significativi.  Un'altra ragione per cui i beneficiari dell'assistenza sociale possiedono così pochi veicoli privati sono le limitazioni patrimoniali stabilite. Negli Stati Uniti il limite patrimoniale è di 1.000 dollari per veicolo. Ciò costringe i beneficiari dell’assistenza sociale ad acquistare veicoli vecchi e di qualità inferiore per non perdere i finanziamenti dell’assistenza sociale.
Esistono diversi modi per migliorare il trasporto pubblico e renderlo un'opzione migliore e più allettante per altre persone che non ne dipendono necessariamente. Alcune di queste includono la creazione di reti di percorsi sovrapposti anche tra diversi operatori, per dare alle persone più scelta su dove e come vogliono andare da qualche parte. Il sistema dovrebbe funzionare anche nel suo complesso, per impedire ai conducenti di percorrere pericolosamente i percorsi per aumentare i profitti. Può essere utile anche incentivare l'uso dei trasporti pubblici: con l'aumento del numero di utenti, i sistemi di trasporto possono rispondere in modo appropriato, incrementando la frequenza lungo tali percorsi. Anche la creazione di corsie riservate agli autobus o di corsie preferenziali agli incroci potrebbe migliorare il servizio e la velocità.
Esperimenti condotti in Africa (Uganda e Tanzania) e nello Sri Lanka su centinaia di famiglie hanno dimostrato che possedere una bicicletta può incrementare il reddito di una famiglia povera fino al 35%. I trasporti, se analizzati ai fini dell'analisi costi-benefici per la riduzione della povertà rurale, hanno prodotto uno dei migliori risultati in tal senso. Ad esempio, gli investimenti stradali in India sono stati sorprendentemente da 3 a 10 volte più efficaci di quasi tutti gli altri investimenti e sussidi nell'economia rurale nel decennio degli anni Novanta. Ciò che una strada fa a livello macro per incrementare i trasporti, la bicicletta lo supporta a livello micro. La bicicletta, in questo senso, può essere uno dei mezzi migliori per sradicare la povertà nei paesi poveri.

## Tassazione delle auto
La tassazione delle auto è uno strumento usato per influenzare le decisioni di acquisto dei consumatori. Le tasse possono essere differenziate per sostenere l'introduzione sul mercato di automobili a basso consumo di carburante e a basse emissioni di anidride carbonica (CO2).
La Commissione europea ha presentato una proposta di direttiva del Consiglio sulla tassazione delle autovetture, attualmente all'esame del Consiglio e del Parlamento.
La Commissione incoraggia nuovamente gli Stati membri ad adottare quanto prima questa proposta e ad adattare le loro politiche di tassazione delle automobili in modo da promuovere l'acquisto di auto a basso consumo di carburante in tutta l'UE e aiutare i costruttori a rispettare il prossimo quadro sull'efficienza dei consumi, contribuendo così a ridurre le emissioni di CO2 delle auto. Una tassazione differenziata sull'intera gamma di autovetture in commercio, in modo da indurre gradualmente il passaggio a vetture meno inquinanti, costituirebbe un modo efficiente per ridurre i costi di conformità per i costruttori.

### Imposte sull'acquisto
Nel 2011, per acquistare una VW Golf Trendline (80 CV, 5G 2T) le aliquote di tassazione (tutto incluso, ovvero IVA+imposta di immatricolazione+altri eventuali tasse) all'acquisto erano le seguenti:
| Nazione     | Dopo la tassazione (in €) | Prima della tassazione (in €) | Aliquota fiscale (%) |
| ----------- | ------------------------- | ----------------------------- | -------------------- |
| Danimarca   | 28.267                    | 11.629                        | 143,07               |
| Finlandia   | 18.000                    | 11.795                        | 52,61                |
| Olanda      | 19.543                    | 13.191                        | 48,15                |
| Irlanda     | 18.036                    | 12.712                        | 41,88                |
| Svezia      | 18.576                    | 14.299                        | 29,91                |
| Lettonia    | 14.352                    | 11.292                        | 27,1                 |
| Austria     | 17.995                    | 14.202                        | 26,71                |
| Lituania    | 14.024                    | 11.292                        | 24,19                |
| Romania     | 14.419                    | 11.628                        | 24                   |
| Polonia     | 14.215                    | 11.557                        | 23                   |
| Italia      | 17.379                    | 14.141                        | 22,9                 |
| Spagna      | 17.415                    | 14.187                        | 22,75                |
| Ungheria    | 16.918                    | 13.790                        | 22,68                |
| Cipro       | 15.292                    | 12.586                        | 21,5                 |
| Belgio      | 17.754                    | 14.673                        | 21                   |
| Rep. Ceca   | 14.059                    | 11.715                        | 20,01                |
| Bulgaria    | 14.347                    | 11.956                        | 20                   |
| Regno Unito | 17.078                    | 14.232                        | 20                   |
| Slovenia    | 15.274                    | 12.729                        | 19,99                |
| Francia     | 15.478                    | 12.942                        | 19,6                 |
| Germania    | 16.825                    | 14.139                        | 19                   |
| Lussemburgo | 15.300                    | 13.305                        | 14,99                |